# Aristonicos (Lesbos)
Pour les articles homonymes, voir Aristonicos.
Aristonicos est un éphémère tyran de la cité grecque  de Méthymne, sur l'île de Lesbos au IVe siècle av. J.-C. Représentant la tendance oligarchique, hostile à Alexandre le Grand et favorable aux Perses, il est installé à la tête de la cité par Memnon de Rhodes en 334 av. J.-C. Son règne est éphémère car il est fait prisonnier l'année suivante à Chios avec le satrape Pharnabaze.